# 高北土楼群
24°39′47″N 117°00′16″E / 24.66306°N 117.00444°E
高北土楼群位于中国福建省龙岩市永定区高头镇高北村，包括承启楼、五云楼、世泽楼、侨福楼等，其年代从明代至现代。高北村内的承启楼是最著名的土楼，号称“土楼王”。2001年承启楼作为福建土楼的典型代表被列为第五批全国重点文物保护单位。2008年高北土楼群作为福建土楼的代表之一被列为世界遗产。2009年高北土楼群被列为第七批福建省文物保护单位。2013年3月5日公布为第七批全国重点文物保护单位。
高北土楼群中最初建的“五云楼”，始建于明隆庆年间，后人于明崇祯年间开始建“承启楼”，始建于明嘉靖年间后于20世纪30年代重建“世泽楼”、20世纪60年代建“侨福楼”等等。高北土楼群大多为江姓族人居住。
- 承启楼
- 承启楼内景
- 侨福楼
- 承启楼（左）和世泽楼（右）之间的巷道，称为“方圆一线天”
- 方形的世泽楼和五云楼
- 世泽楼内部